# Nikołaj Bałandin
Nikołaj Aleksandrowicz Bałandin (ros. Николай Александрович Баландин; ur. 10 października 1989 w Nowoazowsku) – rosyjski wioślarz, do 2011 roku reprezentował Ukrainę jak Mykoła Bałandin.

## Osiągnięcia
- Mistrzostwa Świata Juniorów – Amsterdam 2006 – czwórka ze sternikiem – 5. miejsce[1].
- Mistrzostwa Świata Juniorów – Pekin 2007 – czwórka ze sternikiem – 6. miejsce[1].
- Mistrzostwa Europy – Ateny 2008 – ósemka – 8. miejsce[1].
- Mistrzostwa Świata – Poznań 2009 – dwójka ze sternikiem – 4. miejsce (tylko eliminacje)[1].